# Zapady
Zapady – wieś w Polsce położona w województwie łódzkim, w powiecie skierniewickim, w gminie Godzianów.
W 2018 roku wieś liczyła 314 mieszkańców.
W latach 1975–1998 miejscowość administracyjnie należała do województwa skierniewickiego.